# Педро III Арагонски
Педро III Арагонски Велики (на каталонски: Pietro III d'Aragón) е 10-и крал на Арагон, крал на Майорка, крал на Валенсия, граф на Барселона от 27 юли 1276 година, крал на Сицилия (под името Педро I) от 4 септември 1282 г. Един от най-великите средновековни крале на Арагон, останал в историята като Педро Велики (на испански: Pedro el Grande).

## Произход
Роден е през 1240 г. във Валенсия. Произхожда от Барселонската династия – знатен каталонски род. Син е на крал Хайме I Завоевателя, крал на Арагон, Валенсия и Майорка, граф на Барселона, и неговата втора жена Йоланда Унгарска, дъщеря на унгарския крал Андраш II и на втората му съпруга Йоланда дьо Куртене.

## Биография

### Брак с Констанца Сицилианска
На 13 юни 1262 се жени в Монпелие за Констанца Сицилианска от рода Хоенщауфен, дъщеря и наследница на Манфред, крал на Сицилианското кралство. От този брак се раждат четирима сина (от които трима стават крале) и две дъщери (и двете кралици):
- Алфонсо III Арагонски (1265 — 18 юли 1291), крал на Арагон (1285 -1291)
- Хайме II (10 август 1267 — 2 ноември 1327), крал на Сицилия като Хайме I (1285 – 1295), от 1291 г. крал на Арагон като Хайме II
- Федерико II (13 декември 1272 — 25 юли 1337), крал на Сицилия от 1295 г.
- Педро (1275 — 25 август 1296), инфант на Арагон, вицекрал на Каталония от 1285 г., женен 1291 г. за Гилема де Монкада (ок. 1245/1255 – 1309), дъщеря на виконт Гастон VII де Монкада
- Света Изабела Португалска (1271 – 1336), омъжена през 1282 г. за краля на Португалия Денис I Португалски (1261 – 1325); канонизирана от Римокатолическата църква през 1625 г.
- Йоланда (1273 – 1302), омъжена 1297 г. за краля на Неапол Робер Мъдри (1277 – 1343)

### Управление
През 1276 г. Педро е коронясан в Сарагоса като крал на Арагон, Валенсия и Каталония, отказвайки се от васалитета към папата, приет от дядо му Педро II Арагонски през 1204 г. С това се полага началото на конфликта с папството, довел по-късно до Арагонския кръстоносен поход.
По време на цялото си управление се съсредоточава върху установяване на надмощие в Средиземноморието. Бракът му с наследницата на Короната на Сицилия е част от тази стратегия. Сицилия от 1266 г. се намира под окупацията на френския Карл I Анжуйски, наложен с подкрепата на папа Климент IV. Той управлява от Неапол чрез свои васали, които издевателстват над местното население, което често се бунтува и недоволства от натрапниците французи.

### Сицилианската вечерня
През 1280 г. Педро III Арагонски организира голяма военна кампания (140 кораба) в Тунис срещу свой разбунтувал се васал. Смята се, че истинският повод за похода е пълната мобилизация и сбор на войски с цел нахлуване в Сицилия. Повод за това не закъснява. На 30 март 1282 г. в Палермо избухва въстание, станало известно като Сицилианската вечерня. Французите бързо са изгонени от острова и Шарл I Анжуйски, подготвящ война с Византия, е принуден да промени плановете си и да акостира с големи войски в Месина.
Сицилианците пращат делегация до Педро III Арагонски, който в това време се намира в Тунис с молба за помощ. Готов за такъв обрат на събитията, Педро отплава с флота си за Сицилия и през август вече е на острова, а на 4 септември 1282 г. вече е коронясан за крал на Сицилия. На 18 ноември 1282 г. новият папа Мартин IV, французин по рождение, отлъчва Педро III Арагонски от Църквата заедно с финансиралия въстанието византийски император Михаил VIII Палеолог.
Междувременно Педро III Арагонски, изцяло взима под свой контрол Сицилия, а Шарл I Анжуйски е принуден да свали обсадата на Месина и да бяга чак във Франция, оставяйки в Неапол да управлява сина си Шарл II. Същият е разбит от арагонската флота край Салерно през 1284 г. и е взет в плен. От смърт го спасява само намесата на жената на Педро III Арагонски, кралица Констанца.

### Арагонски кръстоносен поход
Отлъчването на Педро III от Църквата автоматически го прави нежелан сред европейските монарси и освобождава неговите поданици от васална клетва. Първият, който се обръща срещу Педро III, е неговият роден брат Хайме II Майоркски. През 1283 г. той признава френският крал Филип III Смелия за сеньор на Графство Монпелие, а така също разрешава на френските армии и флот свободен проход чрез Русийон.
След отлъчването от Църквата на Педро III Арагонски от папа Мартин IV, който слага начело на арагонския трон вторият син на френския крал Филип III, Шарл дьо Валоа през 1284 г. Тъй като Педро III Арагонски не възнамерява да даде трона си доброволно, папата обявява против него кръстоносен поход. Френските войски минават Пиренеите и през 1285 г. след дълга обсада превземат Херона, първият по-голям град в Арагон. Тъй като Педро има вътрешни проблеми във висшата аристокрация и няма подкрепата им във войната, положението му се усложнява неимоверно. Ходът на войната обаче се променя, след като сицилианския флот, под командването на арагонския адмирал Роже де Лурия, потопяват флота на френския крал Филип III и по този начин го лишават от възможността за снабдяване с продоволствия и подкрепления. Така французите са принудени да искат примирие, което Педро III Арагонски им отказва. При опита им да се изтеглят им устройва засада в пиренейските проходи и ги разбива. На 5 октомври 1285 г. френския крал Филип III умира в Перпинян и Педро III Арагонски преминава сам в атака. По време на подготовката за нахлуването си обаче самият той умира на 2 ноември 1285 г.
Със смъртта на Педро III Арагонски опасността надвиснала над Арагонското кралство отпада. Наследникът на Филип III, крал Филип IV, отказва да продължи авантюристичния кръстносен поход и подписва примирие. Шарл I Анжуйски умира през януари 1285 г., а наследника му Шарл II от 1284 г. се намира в арагонски плен.

## Педро III – крал-трубадур
Педро III освен политически и военни таланти има още и поетичен дар. Той не само покровителства трубадурите, но и сам е поет. Известни са две негови стихотворни произведения. Този дар на Педро III намира отражение в „Божествена комедия“. Данте изобразява Педро III и неговия заклет враг Шарл I Анжуйски като певци при вратите на Чистилището.
Кралят се споменава в една от новелите на Бокачо – „Декамерон“ (X, 7): 
| „ | Крал Пиетро, узнавайки за страстната любов към него на болната Лиза, я утешава, като я омъжва впоследствие за юноша от известен род, целува я по челото, и завинаги се нарича неин рицар. | “ |